# Ibrahim Al-Harbi
Ibrahim Al-Harbi (ur. 10 lipca 1975) – saudyjski piłkarz, reprezentant kraju.
Ostatnim klubem w jego karierze był Ohod Madina. Wcześniej przez ponad 14 lat grał w Al-Nasr. Wystąpił na Mistrzostwach Świata 1998, jednak drużyna przegrała tam wszystkie mecze. Dla reprezentacji zagrał w 61 spotkaniach i strzelił 1 bramkę.